# Lista de personagens de Guilty Gear
Guilty Gear é uma série de jogo eletrônico de luta,produzido pela Arc System Works.A série possui vários personagens com personalidade e armas peculiares,o que acabou tornando a série original se comparada aos os jogos da Capcom e SNK,empresas que já dominam o gênero por um bom tempo.Os personagens também são conhecidos por terem seus nomes baseados em bandas e artistas de rock e heavy metal.
Diferente de outros jogos,a série se encaminha em dois rumos,um antecipadamente,e o outro explicando mais minuciosamente histórias passadas.Em ambos,os personagens Ky Kiske e Sol Badguy são os rivais tradicionais da série.A história gira em torno dos acontecimentos envolvendo as Gears.

## Criação e influências
Daisuke Ishiwatari citou o mangá Bastard!! de Kazushi Hagiwara e o jogo de luta Street Fighter II como influências para a série. Ele observou que a maioria dos jogos de luta estavam apenas reciclando as cores e designs dos personagens já feitos,e por isso ele decidiu criar personagens "para serem únicos em seus estilos." Os personagens de Kazuhiko Shimamoto também foram citados por Ishiwatari como inspiração para a criação dos personagens masculinos em Guilty Gear,dizendo que eles precisavam de personagens mais ao estilo "cavalheiresco",citando Anji Mito como o "mais próximo deste estilo".As personagens femininas,por outro lado,não seguiram um padrão específico,com Ishiwatari dizendo que elas precisavam apenas parecerem como mulheres reais. Existem inúmeras referências musicais na série Guilty Gear,como os nomes e movimentos dos personagens,inspirados em bandas de Rock e heavy metal(Queen,Guns N'Roses e Metallica).

## Personagens jogáveis

### A.B.A
Criada em cima de uma casa na montanha de "Frasco",A.B.A é uma forma artificial de vida (semelhante a um Homúnculo) desenvolvida por um cientista que viveu nas proximidades da montanha.Antes de seu "nascimento",o cientista havia sido levado pelos militares,que estavam planejando usar suas habilidades para razões desconhecidas.Quando A.B.A abriu os olhos pela primeira vez,ela estava sozinha em Frasco,e lá viveu isolada nos primeiros 10 anos de sua vida.
Fugir de Frasco não era impossível,no entanto A.B.A rapidamente percebeu que não tinha conhecimento do mundo lá fora.Para encontrar alívio de sua tristeza,ela começou a recolher chaves de todos os tipos da mansão.Para ela,as chaves representavam a abertura de um novo mundo,e a fuga de sua prisão.
Vagando na montanha como normalmente fazia,A.B.A acabou tropeçando em uma antiga relíquia nomeada de "Flament Nagel".A relíquia tinha o formato de uma chave,e logo A.B.A se apegou ao artefato,nomeando-o de "Paracelso".Naquele dia,A.B.A adquiriu um objetivo de vida,o de adquirir um corpo artificial para seu recém-descoberto amigo,o qual ela refere como sendo seu futuro esposo.
Seu nome é uma referência direta à banda ABBA.

### Anji Mito
Anji Mito está entre as poucas pessoas nascidas no mundo de descendência japonesa.Desde a quase extinção dos japoneses durante o ataque massivo da líder das gears Justice,ele foi protegido pelo governo.
Nas colônias que englobam os japoneses sobreviventes,existem aqueles que aceitam este estilo de vida,mas no caso de Anji,isso é diferente.Ele compara a proteção do governo como uma vida aprisionada numa jaula de zoológico.Para recuperar sua liberdade,Anji decidiu escapar da colônia e agora,ele persegue incansavelmente That Man,em busca de respostas para sua mente curiosa.
Ninguém sabe exatamente como ele ouviu falar de That Man,ou das Gears em si,nem ao menos se sabe como ele adquiriu Zessen,uma das Jinkis criadas na época das Cruzadas.Está implícito que Anji roubou a arma,e que esta tinha sido armazenada na colônia japonesa antes do furto.
O tema da faixa musical de Anji,Fuuga,começa com um riff de guitarra semelhante ao da faixa da banda Mötley Crüe "Livewire".

### Ansect
Um besouro de tamanho monstruoso que se protege com seus braços da frente.Ansect é um personagem jogável em RoA Guilty Gear.Ele apareceu pela primeira vez como um inimigo em Guilty Gear: Judgement.

### Axl Low
Axl Low é um viajante do tempo.Ele vem do século XX,mais de 150 anos antes da maior parte do enredo.Seu objetivo é retornar ao seu tempo e rever sua namorada Megumi.Por esta razão ele procura vários meios e até então continua tentando incansavelmente resolver o mistério envolvendo ele e o tempo.Axl já conheceu Sol Badguy (na época Frederick).
Ele usa como arma algo equivalente à uma Kusarigama.Seu nome e visual fazem um referência ao cantor do Guns N' Roses,Axl Rose.

### Baiken
Durante as Cruzadas,a nação do Japão foi destruída pelas Gears.Após isto,os descendentes dos japoneses que ainda viviam foram declarados como verdadeiros tesouros culturais,e assim colocados em colônias especiais.No entanto,as Gears atacaram essas colônias.Durante um destes ataques,a jovem Baiken,depois de perder seu braço direito e olho esquerdo,ainda assistiu a morte de seus pais,imóvel diante do criador das gears,"That Man".
A partir daquele dia,ela jurou vingança,treinando arduamente e dedicando-se inteiramente na caça de "That Man".Baiken era uma personagem secreta no primeiro jogo de Guilty Gear,mas logo se tornou jogável tradicionalmente nos jogos posteriores.Ela tem uma certa e insegura amizade com Anji Mito.
Armada com uma Katana,Baiken tem muitas armas ocultadas na manga de seu braço cortado.Seu design é baseado no personagem Kenshin Himura e Hayashi Fubo Tange Sazen.

### Bedman
Um novo personagem introduzido na série em Guilty Gear Xrd -SIGN-. Ele tem um pacto com a personagem   Sanctus Maximus Populi Ariels  quena verdade é a "Universal Will" e juntos tentam prosseguir com um plano de destruição para criar um mundo perfeito. Seu sonho é reencontrar sua irmã e este desejo o leva a se unir a Ariels.

### Bridget
A Bridget é uma personagem transgênero. 
Ela nasceu numa aldeia onde o nascimento de gêmeos do mesmo sexo era considerado má sorte.Consequentemente,Bridget recebeu tal nome,sendo criado como uma menina.Quando se tornou mais velha, ela decidiu provar para todos da vila seu valor e orgulho,tornando-se uma caçadora de recompensas.I-no entrega a Bridget uma lista de procurados falsa,e então ela acaba lutando com muitos lutadores durante sua viagem.
Bridget luta com um ioiô e um urso de pelúcia mecânico chamado de Roger.
Foi confirmada como uma personagem trans feminina na série Strive.

### Chipp Zanuff
Chipp Zanuff é um ex-traficante de drogas que lutava para sobreviver nas ruas da América.Muitas vezes ele vendia substâncias ilegais para muitos outros adictos e organizações corruptas,como a Máfia,tornando-se um revendedor ávido.Em um dado momento,uma complicação acabou colocando Chipp em uma situação problemática com a máfia.
Em menor número,Chipp estava prestes a ser morto,mas quando menos esperava,surge um homem que despacha todos os criminosos de uma maneira incrível e inesperada.Ele se chamava Tsuyoshi.As palavras e atos do homem logo acabariam por mudar a perspectiva e os erros cometidos na vida de Chipp.
Tsuyoshi ofereceu cuidar de Chipp,e ele aceitou com gratidão.Para limpar a mente do jovem,bem como iniciar uma vida de honra e arrependimento,Tsuyoshi treinou Chipp com a arte do ninjutsu básico,para que ele rapidamente se adaptasse a nova vida.Chipp viveu pacificamente ao lado de seu mestre até o dia de sua morte,encomendada pela Guilda dos Assassinos.Tomado pelo ódio,Chipp inicia uma perseguição desenfreada em busca dos responsáveis pela morte de seu mestre,e após inúmeros acontecimentos da trama,Chipp confronta Slayer,líder da guilda responsável pela morte de Tsuyoshi.Chipp é derrotado facilmente por Slayer,mas este poupa a vida do mesmo.Chipp decide se tornar mais forte para derrotar Slayer.
O nome de Chipp é derivado de Z'nuff,banda de rock americano Enuff Z'Nuff,e sua aparência é baseada no cantor britânico de punk rock,Billy Idol.

### Dizzy
Dizzy é uma gear,uma arma viva de destruição em massa.Os detalhes do nascimento de Dizzy são desconhecidos, tudo o que se sabe é que a mesma fora encontrada quando criança três anos antes dos eventos de Guilty Gear X por um casal de velhos sem filhos.Um dia,ela começou a sofrer a conversão Gear,adquirindo um par de asas e uma calda.Os pais adotivos de Dizzy a esconderam nos bosques da cidade,mas ela logo foi descoberta pelos moradores que estavam lhe caçando,no entanto ela conseguiu escapar.Ao saber da notícia, o governo emitiu uma recompensa de 500.000 dólares para quem conseguisse executar Dizzy.
De lá,Dizzy ficou sob os cuidados de Testament,um gear que uma vez estava sob o comando da mãe das gears,Justice.Testament lutou contra todos os caçadores de recompensas,e sempre que ele perdia ou aparentava estar em desvantagem,os inimigos logo eram repelidos pelo imenso poder de Dizzy.No final,ela acaba sendo derrotada pelo caçador Sol Badguy,mas este poupa sua vida,recusando o prêmio do governo,fazendo o mesmo cair nas mãos de Kuradoberi Jam,que se aproveitou da ocasião para adquirir o dinheiro.
Dizzy foi então levada por Ky até Johnny e May,e estes decidiram convidá-la para a tripulação dos Jellyfishes.
Algumas semanas mais tarde, Dizzy estava no convés do navio dos Jelly Fishs, quando foi subitamente atacada por I-No.Ela caiu a 20 mil pés da nave.Durante o impacto,ela é possuída por Necro,uma de suas asas.Sem assumir sua consciência,Dizzy ataca furiosamente vários outros personagens,até ser "curada" por Faust.
É evidenciado que de fato,a mãe de Dizzy é Justice,já que tal revelação é dita no CD drama Guilty Gear XX:Lado Red e Black,bem como os comentários feitos pela dubladora de Dizzy,Kazue Fujita.
Dizzy pode realizar uma variação dos ataques de Justice,como o overdrive Gamma Ray,e Michael Sword (golpe marca de Justice),no seu modo "EX" em GGXX.

### Eddie/Zato
Zato-1 era um espanhol e membro da poderosa Guilda dos Assassinos que se ofereceu como portador de um tipo de Forbidden Beast chamada de Eddie em troca de sua visão.Devido a isso,Zato-1 foi capaz de assumir o controle da criatura,usando ela como arma para ganhar e sobrepujar seus inimigos.Com este poder e a ausência de Slayer,Zato se fez líder da Guilda dos assassinos.
Quando seu corpo passou a enfraquecer,Eddie tornou-se capaz de assumir o controle do próprio Zato-1.Millia Rage,uma de suas discípulas então foi obrigada à matar Zato-1 para livrá-lo de Eddie,no entanto após a morte deste,a criatura passou a utilizar o corpo de Zato como seu prórpio corpo.Zato foi substituído por Eddie em Guilty Gear XX até atualmente,sendo que este continua sua busca incessante por um ´´corpo perfeito``.
O nome Eddie é uma referência ao mascote da banda de Heavy Metal Iron Maiden.

### Faust
Faust era um cirurgião talentoso,mas acabou tornando-se o impiedoso serial killer nomeado Dr. Baldhead quando acidentalmente matou uma jovem durante uma cirurgia.Enlouquecido,este matou horrivelmente dezenas de pessoas,e quando foi preso,Faust recebeu uma chance de se redimir após o termino do primeiro torneio.
Inicialmente,ele pensou em tirar sua vida para compensar a matança feita por ele,mas após ter o conhecimento de que o acidente responsável pela morte da paciente fora realmente causado por um terceiro,ele decidiu começar uma jornada em busca da verdade sobre o acontecimento.Pondo um saco de papel na cabeça,e tendo seu enorme bisturi como arma,Faust agora procura a verdade sobre a morte da menina,enquanto dedica-se em salvar e cuidar de inúmeras vidas em sua jornada.

### I-No
Uma serva de That Man e viajante do tempo.I-No aparece no mundo pós-guerra de Guilty Gear acerca de duas semanas após os eventos de Guilty Gear X.Ela ataca Dizzy e desafia diferentes lutadores,muitas vezes colocando um contra o outro,visando contribuir com os planos ainda não concretos de That Man.Ela luta com uma guitarra elétrica,tanto usando-a para criar ondas sonoras de energia ou para atingir fisicamente o oponente.
I-No usa um chapéu de bruxa pontudo estereotipado que pode disparar projéteis de uma "boca" oculta.I-No é a principal antagonista e chefe final de Guilty Gear XX.Existe um evento alternativo no modo história de Guilty Gear: Accent Core Plus,aonde I-No é morta por Baiken.
Em uma de suas animações de vitória,I-No parece tocar um solo de guitarra semelhante a um dos solos caracterizados de Eddie Van Halen.

### Johnny
Johnny é o capitão da aeronave May Ship e lider dos Jellyfish Pirates. A primeira aparição dele foi no primeiro Guilty Gear,mas como um personagem não-jogável que aparece no final de May.Ele se tornou um personagem jogável pela primeira vez em Guilty Gear X.
Johnny é um "mulherengo" compulsivo,e toda a sua tripulação é composta de mulheres jovens.Ele é o protetor de Dizzy (sobre os cuidados de Ky Kiske),defendendo constantemente ela de ataques envolvendo caçadores de recompensa,além de I-No.
Seu nome e visual fazem uma possível referência ao músico Johnny Winter.

### Justice
Justice era a comandante das Gears.Ela tinha o poder de controlar todas as outras Gears,e a partir disso Justice iniciou uma guerra contra a raça humana.No final da guerra,Justice foi derrotada junto de outras Gears e exilada numa prisão dimensional,criada pela Holy Order.Eventualmente,ela foi libertada por Testament,e em seguida derrotada e destruída definitivamente por Sol Badguy.Justice é a chefe final de Guilty Gear,retornando como personagem secreto em Guilty Gear XX e Guilty Gear XX: Accent Core Plus.
Justice de fato é a mãe de Dizzy (algo que acentua ainda mais a ideia é o fato de ambas possuírem um especial de nome e propriedades iguais).

### Kliff Undersn
Kliff foi um dos membros mais influentes da Holy Order.Ele carregava consigo uma enorme e massiva espada chamada de Dragonslayer.Um herói das cruzadas,Kliff confrontou Justice inúmeras vezes,foi o principal mentor de Ky Kiske e ainda ofereceu a Sol Badguy um cargo na Holy Order.Kliff é o pai adotivo de Testament,o qual encontrou durante as cruzadas.

### Ky Kiske
Um homem honesto,piedoso e incorruptível.Ky Kiske foi nomeado líder da Holy Order aos 16 anos,e sob sua liderança,eles foram capazes de pôr um fim às Cruzadas contra as Gears.Ky trabalha para manter a paz e a justiça no mundo pós-guerra.
Um verdadeiro devoto de Deus,Kiske dedica-se à lei e a ordem,algo que logicamente o coloca em conflito com o espírito livre e despreocupado de Sol Badguy,fazendo-o assim seu maior rival.Apesar de todo seu trabalho para acabar com a injustiça no mundo,Ky se vê numa situação muito mais complicada do que esperava,pois até mesmo alguns membros da ordem tornaram-se corruptos com o passar do tempo,algo de fato sugere uma possível conspiração de terceiros.
Ele luta com a espada Fuuraiken(Thunderseal, o selo do trovão), e com ela,Ky consegue manipular com grande aptidão e talento os trovões.Em Guilty Gear 2: Overture,ele se tornou o rei do país de Illyria.
Seu nome é uma referência para os ex membros da banda Helloween:Kai Hansen e Michael Kiske.Um de seus especiais tem o nome do segundo álbum da banda Metallica,Ride The Lighting,enquanto que seu instant kill tem o nome do primeiro álbum do guitarrista solo Yngwie Malmsteen, Rising Force.

### May
Uma jovem,bonita e corajosa membro dos Jellyfish Pirates.May é totalmente dedicada a Johnny,líder do grupo e homem que cuidou dela depois que ficou órfã.Ela entrou no primeiro torneio afim de retirar Johnny da prisão.Ela luta com uma âncora de navio enorme,o qual ela é capaz de balançar com extrema facilidade.

### Millia Rage
Millia é uma mulher de ascendência russa que perdeu os pais numa idade precoce.Ela foi adotada pela Guilda dos Assassinos,e lá ela praticou a arte do Hi-Deigokutsuipou,mais conhecido como a arte das "Seis mágicas proibidas".Absorvendo a Forbidden Beast "Angra" (nomeada devido à banda de mesmo nome),o cabelo de Millia ganhou as habilidades que ela possui atualmente,permitindo-lhe controlar seus movimentos,bem como alterar o seu comprimento e forma à vontade.Millia é fria e expressa poucos sentimentos devido ao fato de ter sido criada desde o início para ser uma assassina precisa na guilda.

### Potemkin
O enorme soldado-escravo de Zepp,o continente flutuante regido por uma ditadura militar.Potemkin foi forçado a entrar no primeiro torneio por ordem de seus superiores,no entanto, durante o mesmo,o governo de Zepp foi deposto em uma revolta liderada por Gabriel,mentor de Potemkin.Uma vez que Gabriel se tornou presidente de Zepp,Potemkin prometeu sua lealdade para com o novo governo como um agente especial.O manto que ele usa era um colar de escravo utilizado por seus superiores para mantê-lo sob controle,sendo que ele decidiu mantê-lo como lembrança de seu passado.Potemkin é um homem que gosta de desenhar,mas sempre no processo acaba quebrando o lápis devido a sua imensa força.Em seu tempo livre ele trabalha em uma padaria,sendo conhecido pelos clientes não como um soldado preciso e agressivo,mas como um padeiro humilde e gentil.
A GameSpy em sua revisão de Guilty Gear X afirmou que Potemkin merecia o título de "brutamontes desajeitado",achando sua personalidade única e divertida,enfatizando a sua singularidade entre o elenco do jogo.Este sentimento foi repetido nas análises de Guilty Gear X2,observando o personagem como um dos "personagem mais legais já vistos em um jogo",acrescentando que ele é "o lutador mais pesado que jamais seria superado".A Gaming site Boomtown declarou simplesmente que "Potemkin faz Zangief de Street Fighter parecer um maricas ".Algumas críticas,no entanto,para com os efeitos aplicados na sua voz foram feitas.

### Sol Badguy
Sol Badguy é o personagem principal da série Guilty Gear e eterno rival de Ky Kiske. Um anti-herói solitário e ex-membro da Holy Order,Sol Badguy dedicasse atualmente na extinção das Gears,atuando como um caçador de recompensas.
A voz japonesa de sol é provida por Daisuke Ishiwatari,criador das músicas, personagens e do jogo em si.Muitas referências à banda Queen são colocadas em Sol,como seu visual,temas musicais, golpes etc.

### Slayer
Slayer é um vampiro aristocrata e um romântico por natureza.Ele viveu por centenas de anos antes dos eventos de Guilty Gear,sendo o fundador da Guilda dos Assassinos,criada com o objetivo de satisfazer sua sede de sangue.Após conhecer Sharon,Slayer abdica de seu posto,passando a liderança para Zato-1,simplesmente por estar cansado da guilda e dos problemas relacionados a esta.Muitos anos recluso,Slayer sente uma perturbação no mundo dos homens,e com isso decide atuar novamente.
Slayer é um indivíduo que tem conhecimento de inúmeros fatos no mundo,principalmente relacionados a PWAB.Ele conheceu pessoalmente "That Man",e o mesmo aparentemente tem alguma ligação com Sol Badguy,embora isto possa ser apenas pelo fato de Sol estar vivo por um período prolongado de tempo suficiente para Slayer conhecê-lo.
Seu nome é uma referência direta a banda de thrash metal com o mesmo nome.Cinco de seus ataques são nomeados como canções do Queen:It's Late, Under Pressure, Dead on Time, Spread Your Wings, All Dead.

### Testament
Testament era um orfão que havia sido adotado por Kliff Undersn.Ele desejava se tornar um soldado na guerra contra as Gears,então quando adquiriu idade ele o fez.Era conhecido na Holy Order como o Cavaleiro Negro.Com o passar do tempo,Testament passou a se sentir frustrado e mentalmente deprimido.A Post War Administration Bureau (na época atuante) ofereceu-se para transformá-lo em uma Gear.Ele aceitou,mas ao contrário da maioria das Gears,ele ainda manteve sua razão e consciência.Apesar disso,Justice conseguiu manipulá-lo,e assim o fez seu servo,fazendo se voltar contra a humanidade,armando assim um torneio com o objetivo de trazer a mãe das Gears de volta ao mundo.
No final do Torneio,Testament aparece para o vencedor(oficialmente, Sol Badguy, mas isso varia dependendo de quem o jogador estava jogando),revelando que na verdade foi ele quem organizou o torneio, com a intenção de sacrificar o vencedor para reviver Justice.Ao ser derrotado,ele usa seu próprio sangue como sacrifício.De nada adiantou,pois Justice foi derrotada pelo vencedor do torneio (oficialmente Sol Badguy).
Testament odeia os humanos,mas com o passar do tempo ele passa à entende-los melhor.
O nome de Testament é uma referência a banda de thrash metal com o mesmo nome.

## Personagens não-jogáveis

### Aria
Uma personagem misteriosa, mencionada por That Man em Guilty Gear 2: Overture. Pouco se sabe sobre Aria ,como por exemplo, o fato de ela ser uma antiga conhecida de Sol e That Man, e que Valentine era uma cópia dela. Dá-se a entender que Aria poderia ser de fato Justice, já que no final de Sol Badguy no primeiro jogo da série, quando a Gear está prestes a morrer, ela menciona seu desejo de se reunir e conversar novamente com Sol e That Man.

### Crow
Um membro da Post-War Administration Bureau, só apareceu em Guilty Gear XX Accent Core Plus, atuando principalmente na criação de clones aleatórios da Gear Justice para os lutadores enfrentarem antes de desaparecer logo em seguida.

### Post-War Administration Bureau
A Post-War Administration Bureau (ou em abreviado PWAB) é uma fictícia sociedade secreta da série de jogos de luta Guilty Gear, fazendo sua primeira aparição em Guilty Gear XX.É a organização que criou Robo-Ky, e transformou Testament em uma Gear.
A organização foi fundada durante a guerra entre humanos e Gears.Como o próprio nome indica,ela se destina a gerar os negócios da raça humana uma vez que a guerra acabasse.No entanto, com fim da guerra, não se havia necessidade para PWAB, então ela supostamente foi dissolvida.Mas ao em vez disso,os mesmos simplesmente retiraram-se para as sombras.
O grupo comprovadamente tem acesso à tecnologia relativamente avançada,pois eles criaram Robo-Ky.No entanto, os seus membros também podem usar a nova energia chamada mágica,um membro não identificado do grupo usou uma bola de cristal para observar Kuradoberi Jam em um dos seus finais.
O objetivo da organização, aparentemente,mudou inteiramente a manutenção de seu próprio poder e influência, bem como o seu próprio segredo,e seus membros estão dispostos a ir com todos os artifícios para fazê-lo,evidentemente sem qualquer ética.Seu interesse em cada personagem parece focado em se eles devem ser manipulados,mortos, capturados ou estudados, de modo que cada história dos personagens começa com o perfil da PWAB para esse personagem, acompanhado com uma "classificação de risco" que, aparentemente, denota o quão perigoso eles são para a organização.Robo-Ky foi criado tanto para representar Ky Kiske e como um equalizador eles decidem se o confronto direto é necessário.

### That Man
That Man é um dos antagonistas principais e uma figura bastante influente na série Guilty Gear.Até o momento ele jamais foi jogável,mas sempre apareceu ou foi mencionado em inúmeras histórias,tendo o rosto aparentemente coberto por uma sombra e nunca sendo visto completamente.That Man esteve envolvido no Projeto Gear,e embora tenha sido o principal responsável pelas Cruzadas que assolaram o mundo,ele atualmente parece estar ressentido sobre o acontecimento.Na série, sua existência é revelada pela primeira vez em Guilty Gear no final de Sol Badguy, onde tanto Sol como Justice mencionam um homem não identificado sendo o terceiro envolvido na criação da raça de armas biológicas por meio da energia Magic conhecida como Gears.
That Man é um homem que atua no mundo de maneira oculta e misteriosa.Junto de seus seguidores(entre eles:I-No e Raven),ele busca mudar o mudo à sua maneira.Devido aos acontecimentos passados,That Man é um homem caçado por vários indivíduos que o consideram responsável pelo atual estado do mundo.O seu perseguidor mais notável é Baiken,que o culpa pela destruição do Japão durante as Guerras Santas.Já Sol Badguy tem a intenção de matá-lo por razões desconhecidas.Axl Low acredita que That Man conhece a razão pela qual ele tem poderes envolvendo viagens no tempo.Anji Mito quer encontrá-lo aparentemente por mera curiosidade.
Em GGX2 That Man atua praticamente como um verdadeiro Deus ex machina,aparecendo apenas para conter I-No ou limpar a bagunça e vários problemas que ela causou durante a história.As metas de That Man não são claras ainda.Em alguns finais,ele faz alusão a possíveis eventos futuros,como no final de Sol Badguy no modo história,onde ele afirma que este seria necessário mais à frente em um apocalipse impiedoso que limparia o mundo.